# أزرو (آيت واسيف)
أزرو هو دُوَّار يقع بجماعة آيت واسيف، إقليم تنغير، جهة درعة تافيلالت في المملكة المغربية. ينتمي الدوّار لمشيخة آيت واسيف التي تضم 16 دوار. يقدر عدد سكانه بـ 467 نسمة حسب الإحصاء الرسمي للسكان والسكنى لسنة 2004.

## وصلات خارجية
- البوابة الوطنية للجماعات الترابية
- المندوبية السامية للتخطيط